# Margonin
Margonin (così anche in tedesco) è un comune urbano-rurale polacco del distretto di Chodzież.
Ricopre una superficie di 122 km² e nel 2004 contava 6 353 abitanti.